# Caulanthus
Caulanthus é um género botânico pertencente à família Brassicaceae.

## Espécies
- Caulanthus amplexicaulis
- Caulanthus barnebyi
- Caulanthus californicus
- Caulanthus cooperi
- Caulanthus coulteri
- Caulanthus crassicaulis
- Caulanthus glaucus
- Caulanthus hallii
- Caulanthus heterophyllus
- Caulanthus inflatus
- Caulanthus lasiophyllus
- Caulanthus major
- Caulanthus pilosus
- Caulanthus simulans